# Pharneuptychia subclara
Pharneuptychia subclara är en fjärilsart som beskrevs av Köhler 1935. Pharneuptychia subclara ingår i släktet Pharneuptychia och familjen praktfjärilar. Inga underarter finns listade i Catalogue of Life.